# Сигма Девы
Сигма Де́вы (лат. σ Virginis), 60 Девы (лат. 60 Virginis), HD 115521 — тройная звезда в созвездии Девы на расстоянии приблизительно 568 световых лет (около 174 парсек) от Солнца. Визуальная звёздная величина звезды — +4,797m.

## Характеристики
Первый компонент — красный гигант спектрального класса M0, или M1III, или M2III, или M3, или Ma. Масса — около 1,762 солнечной, радиус — около 103,9 солнечного, светимость — около 1153,679 солнечной. Эффективная температура — около 3891 K.
Второй компонент — красный карлик спектрального класса M. Масса — около 107,17 юпитерианской (0,1023 солнечной). Удалён в среднем на 1,806 а.е..